# Občina Mežica
Občina Mežica (německy Mießdorf) je jednou z 212 občin ve Slovinsku. Nachází se v Korutanském regionu na území historických Korutan. Občinu tvoří 6 sídel, její rozloha je 26,4 km² a k 1. lednu 2017 zde žilo 3 573 obyvatel. Správním střediskem občiny je město Mežica.

## Členění občiny
Občina se dělí na sídla: Breg, Lom, Mežica, Onkraj Meže, Plat, Podkraj pri Mežici